# Obsjtina Devnja
Obsjtina Devnja (bulgariska: Община Девня) är en kommun i Bulgarien.   Den ligger i regionen Oblast Varna, i den östra delen av landet, 400 km öster om huvudstaden Sofia.
Obsjtina Devnja delas in i:
- Kipra
- Padina

Följande samhällen finns i Obsjtina Devnja:
- Devnja

Runt Obsjtina Devnja är det i huvudsak tätbebyggt. Runt Obsjtina Devnja är det ganska glesbefolkat, med 25 invånare per kvadratkilometer.